# En landsbypræsts dagbog
En landsbypræsts dagbog er en fransk dramafilm fra 1951 instrueret af Robert Bresson og med Claude Laydu, Léon Arvel og Antoine Balpêtre hovedrollerne. Filmen er baseret på en roman af Georges Bernanos.
Filmen vundet adskillige priser, herunder Grand Prize ved Venedig International Film Festival, og Louis Delluc Prisen.

## Medvirkende
- Claude Laydu som Præst af Ambricourt
- Jean Riveyre som Greve (Le Comte)
- Adrien Borel som Præst af Torcy (Curé de Torcy) (som Andre Guibert)
- Rachel Bérendt som Komtesse (La Comtesse) (som Marie-Monique Arkell)
- Nicole Maurey som Frk. Louise
- Nicole Ladmiral som Chantal
- Martine Lemaire som Séraphita Dumontel
- Antoine Balpêtré som Dr. Delbende (Docteur Delbende) (som Balpetre)
- Jean Danet som Olivier
- Gaston Séverin som Canon (Le Chanoine) (som Gaston Severin)
- Yvette Etiévant som Femme de ménage
- Bernard Hubrenne som Præst Dufrety
- Léon Arvel som Fabregars

## Eksterne Henvisninger
- En landsbypræsts dagbog på Internet Movie Database (engelsk)
- En landsbypræsts dagbog på Filmdatabasen
- En landsbypræsts dagbog på Scope
- En landsbypræsts dagbog i Svensk Filmdatabas (svensk)
- En landsbypræsts dagbog på AlloCiné (fransk)
- En landsbypræsts dagbog på MovieMeter (nederlandsk)
- En landsbypræsts dagbog på AllMovie (engelsk)
- En landsbypræsts dagbogs profil hos Encyclopædia Britannica Online (engelsk)
- En landsbypræsts dagbog på Turner Classic Movies (engelsk)
- En landsbypræsts dagbog på The Movie Database (engelsk)